# Hövede
Hövede là một đô thị thuộc huyện Dithmarschen, trong bang Schleswig-Holstein, nước Đức. Đô thị Hövede có diện tích 2,94 km², dân số thời điểm 31 tháng 12 năm 2006 là 64 người.